# Sogorb
Sogorb (en castellà i oficialment, Segorbe; també coneguda com a Segorb) és un municipi valencià, capital de la comarca de l'Alt Palància.

## Geografia
El terme municipal de 106,10 km² es troba al bell mig de la vall del Palància, travessat pel mateix riu de nord-oest a sud-est. En la zona nord es troben els contraforts més occidentals de la serra d'Espadà, mentre que al sud limita amb la serra Calderona i els boscs de Porta Coeli. El nucli urbà està situat a 358 metres d'altura, sobre dos tossals situats a la vora del riu.

### Límits
| Altura | Navaixes Xèrica                                     | La Vall d'Almonesir                           |
| Gàtova |                                                     | Castellnou                                    |
| Serra  | Alfara de la Baronia Algímia d'Alfara Torres Torres | Geldo Soneixa Sot de Ferrer Algar de Palància |

### Accés
S'accedix a Sogorb per l'autovia Mudèjar o A-23, prenent l'eixida 27 (Sogorb-Geldo) o la 31 (Sogorb-Altura). La línia de ferrocarril C5 de la xarxa de Rodalies València té dues estacions al municipi, Sogorb-Ciutat i Sogorb-Arrabal. En la primera fa parada del tren de Mitjana Distància Renfe de la Línia 6 (Saragossa-València).

## Nom de la població
Els primers documents que es refereixen de manera segura a la població són els d'època àrab, on se l'anomena Suburb des del segle xi, encara que en textos àrabs posteriors també es documenten formes com Xobort o Xugurt. L'etimologia d'aquest Suburb podria ser d'origen prerromà o directament del llatí * sub-urbe, per indicar la presència d'una població als peus d'una altra, passada per les transformacions dels parlants andalusins.
Els primers textos de la conquesta cristiana del segle xiii ja s'hi refereixen majoritàriament amb el mateix nom actual valencià de Sogorb. En canvi, la versió xurra i castellana de Segorbe s'originaria posteriorment a partir de la relació errònia amb la important ciutat visigòtica de Segobriga, realment situada a uns 200 km a l'oest a la província espanyola de Conca, que inicialment es basà sobre el document fals de la Fitació del rei Vamba.

## Història
La presència humana a Sogorb està corroborada des de temps prehistòrics, ja que les restes més antigues trobades en el tossal de Sopeña situen un assentament humà entorn de l'any 1550 aC. Això és degut al fet que la localitat se situa en un punt estratègic, des del qual es domina el camí natural entre la costa mediterrània i Aragó.
La presència humana és de temps remots, i a través d'inscripcions, monedes i autors clàssics com ara Estrabó, Plini el Vell o Claudi Ptolemeu, s'ha identificat amb Segobriga (Σεγόβριγα), una ciutat ibera dels edetans de la Tarraconense.

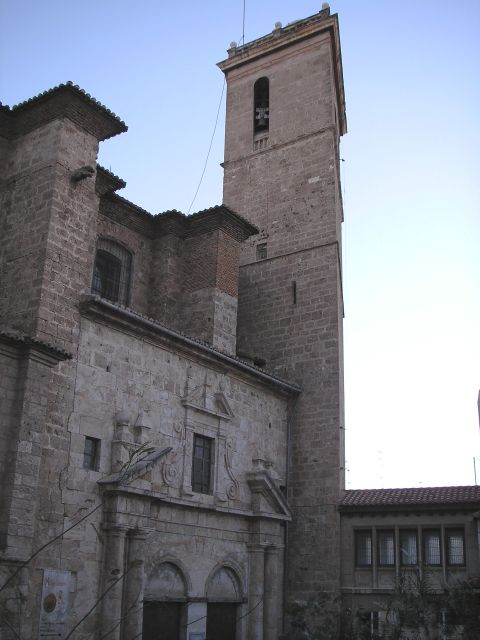
Catedral de Sogorb amb la seua característica torre trapezoïdal

Després de formar part de la Hispània romana i visigoda, el primer període d'esplendor de la ciutat va arribar amb la dominació musulmana. L'augment de la seua importància estratègica va ser tan gran que Sogorb es convertí en la residència d'Abū Zayd, últim rei musulmà de la Taifa de València, qui, després de capitular davant el rei Jaume I el 9 d'octubre de 1238, va escapar de la ciutat del Túria per a retirar-se en la localitat del Palància fins al 1245, quan va ser definitivament ocupada pels cristians.
Immediatament va ser nomenada seu episcopal en traslladar-s'hi, la qual, fins llavors, havia estat en la vila d'Albarrasí, Terol. Això li va produir l'enemistat del bisbat de València, i davant de la Santa Seu es va dirimir la qüestió tot acordant la fusió de les seus d'Albarrasí i Sogorb el 1259, per a crear el bisbat de Sogorb-Albarrasí.
Des de la reconquesta, la importància de Sogorb va créixer fins a arribar a ser residència del rei Martí I d'Aragó durant el segle xiv, després del seu matrimoni amb la sogorbina Maria de Luna. Va constituir una àrea de frontera entre el territori dominat per la noblesa aragonesa i l'àrea d'influència dels Furs de València, raó per la qual s'alternen documents oficials en valencià i en castellà durant eixe període.
En 1435 va passar de formar part del patrimoni reial a les mans de l'infant Enric després de la creació del Senyoriu de Sogorb per part d'Alfons el Magnànim per a compensar a l'infant de les pèrdues que havia patit en el Regne de Castella. En 1459, Joan II d'Aragó li va atorgar el títol de ciutat ducal, sent el seu primer duc de Sogorb l'infant Enric d'Aragó, també anomenat «Infant Fortuna», fet que va causar una insurrecció popular. En el segle xvii eixe títol va abandonar la propietat aragonesa per a passar a les mans dels ducs de Medinaceli.
En el segle xviii, durant la Il·lustració, la ciutat va viure un gran auge cultural i econòmic que es va estendre fins al segle xix, en el qual va arribar a disputar la capitalitat de la província amb Castelló de la Plana. Durant la Guerra de la Independència Espanyola va ser ocupada pel mariscal Suchet. A més, tant les guerres carlines com la guerra civil espanyola van causar danys greus al seu patrimoni cultural.
Des del segle xix es va iniciar un període de decadència en el qual la població sogorbina es mantingué estable entre els set mil i els huit mil habitants, fins a principis del segle xxi, que va perdre importància relativa a causa de l'auge de Castelló de la Plana i de l'àrea urbana que s'ha format en la costa de la província.
No obstant això, a l'inici del segle xxi Sogorb ha experimentat un creixement demogràfic important i s'ha transformat en una de les destinacions principals de turisme d'interior de tot el País Valencià.

## Economia
Tradicionalment, el sector primari ha tingut una gran importància en l'economia sogorbina. També ha sigut relativament important com a centre ramader (porcí i oví). Però, sobretot, el municipi ha destacat en l'agricultura: L'horta del riu Palància, irrigada des de temps immemorials, és molt fèrtil i alberga, sobretot, conreus d'arbres fruiters (taronges, nispros, caquis, cireres, albercocs). A més, les grans extensions de secà permeten el cultiu de l'olivera, l'ametler i la garrofera. La mineria ha tingut una importància menor, però s'ha de destacar l'extracció d'argiles i guixos.
Sogorb ha destacat històricament per ser el centre comercial de la comarca; per això hi té molta importància el sector servicis, que ara s'ha vist incrementat per l'auge del turisme rural.
Tots els dijous de l'any, excepte en dies festius, se celebra un mercat que ocupa una gran part de la zona cèntrica de la localitat. Suposa un esdeveniment social i econòmic important, ja que hi acudix gent des de tota la comarca per a realitzar compres.

## Política i govern

### Composició de la Corporació Municipal
El Ple de l'Ajuntament està format per 13 regidors. En les eleccions municipals de 26 de maig de 2019 foren elegits 7 regidors del Partit Popular (PP), 4 del Partit Socialista del País Valencià (PSPV-PSOE), 1 de Segorbe Participa (SP) i 1 de Ciutadans - Partit de la Ciutadania (Cs).
| Eleccions municipals de 26 de maig de 2019 - Sogorb                                                                           |                                          |                                     |                                     |        |          |          |
| Candidatura | Candidatura                              | Candidatura                         | Cap de llista                       | Vots   | Vots     | Regidors |
| | Partit Popular                           |                                     | Carmen Climent García               | 2.245  | 43,89%   | 7 (+1)   |
| | Partit Socialista del País Valencià-PSOE |                                     | José R. Magdalena Benedicto         | 1.501  | 29.35%   | 4 (-1)   |
| | Segorbe Participa                        |                                     | Teresa Mateo Martín                 | 592    | 11,57%   | 1 (-1)   |
| | Ciutadans - Partit de la Ciutadania      |                                     | Lourdes Paramio Nieto               | 355    | 11,57%   | 1 (+1)   |
| | Altres candidatures                      |                                     |                                     | 371    | 7,25%    | 0        |
| | Vots en blanc                            |                                     |                                     | 51     | 1,00%    |          |
| Total vots vàlids i regidors                                                                                                  | Total vots vàlids i regidors             | Total vots vàlids i regidors        | Total vots vàlids i regidors        | 5.115  | 100 %    | 13       |
| | Vots nuls                                | Vots nuls                           | Vots nuls                           | 59     | 1,15%    |          |
| Participació (vots vàlids més nuls)                                                                                           | Participació (vots vàlids més nuls)      | Participació (vots vàlids més nuls) | Participació (vots vàlids més nuls) | 5.174  | 74,69%** |          |
| Abstenció | Abstenció                                | Abstenció                           | Abstenció                           | 1.753* | 25,31%** |          |
| Total cens electoral | Total cens electoral                     | Total cens electoral                | Total cens electoral                | 5.595* | 100 %**  |          |
| Alcaldessa: Carmen Climent García (PP) (15/06/2019) Per majoria absoluta dels vots dels regidors (7 vots de PP)               |                                          |                                     |                                     |        |          |          |
| Fonts: JEC, JEZ Sogorb, M. Interior, Periòdic Ara. (* No són vots sinó electors. ** Percentatge respecte del cens electoral.) |                                          |                                     |                                     |        |          |          |

### Alcaldia
Des de 2019 l'alcaldessa de Sogorb és Maria Carmen Climent García (PP).
| Període                       | Alcalde o alcaldessa            | Partit polític | Data de possessió | Observacions |
| ----------------------------- | ------------------------------- | -------------- | ----------------- | ------------ |
| 1979–1983                     | Manuel Sender Gil               | ARDE           | 19/04/1979        | --           |
| 1983–1987                     | Miguel Ángel González Sanchis   | PSPV-PSOE      | 28/05/1983        | --           |
| 1987–1991                     | Miguel Ángel González Sanchis   | PSPV-PSOE      | 30/06/1987        | --           |
| 1991–1995                     | Olga Raro Plasencia             | PSPV-PSOE      | 15/06/1991        | --           |
| 1995–1999                     | Rafael Calvo Calpe              | PP             | 17/06/1995        | --           |
| 1999–2003                     | Rafael Calvo Calpe              | PP             | 03/07/1999        | --           |
| 2003–2007                     | Rafael Calvo Calpe              | PP             | 14/06/2003        | --           |
| 2007–2011                     | Rafael Calvo Calpe              | PP             | 16/06/2007        | --           |
| 2011–2015                     | Rafael Calvo Calpe              | PP             | 11/06/2011        | --           |
| 2015–2019                     | José Rafael Magdalena Benedicto | PSPV-PSOE      | 13/06/2015        | --           |
| 2019-2023                     | Carmen Climent García           | PP             | 15/06/2019        | --           |
| Des de 2023                   | Carmen Climent García           | PP             | 17/06/2023        | --           |
| Fonts: Generalitat Valenciana |                                 |                |                   |              |

## Demografia
| Evolució demogràfica (des de 1877) Censos de població | Evolució demogràfica (des de 1877) Censos de població | Evolució demogràfica (des de 1877) Censos de població |
| ----------------------------------------------------- | ----------------------------------------------------- | ----------------------------------------------------- |
|                                                       |                                                       |                                                       |
|                                                       |                                                       |                                                       |
|                                                       | Font: Institut Nacional d'Estadística                 |                                                       |

| Població | 7.839 | 7.946 | 8.127 | 8.229 | 8.299 | 8.456 | 8.730 | 8.889 | 9.131 | 9.244 | 9.267 | 9.326 | 9.291 | 9.089 | 9.005 |

Distribució de la població entre els nuclis de població:
| Entitat de població | Habitants (2009) |
| ------------------- | ---------------- |
| Sogorb              | 8.788            |
| La Esperanza        | 24               |
| Extramuros Geldo    | 24               |
| Peñalva             | 296              |
| Villatorcas         | 16               |

## Patrimoni cultural

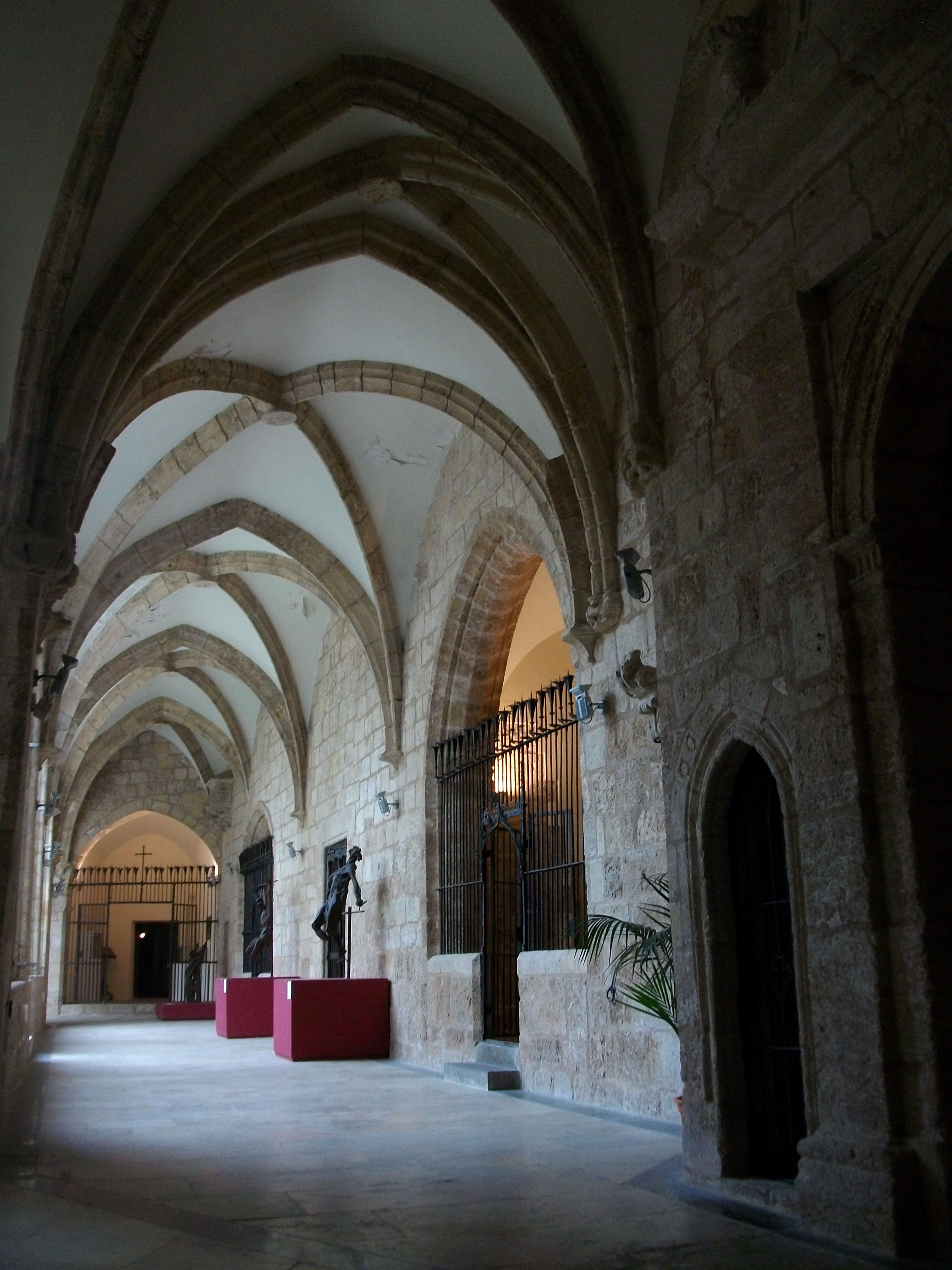
Claustre de la Catedral

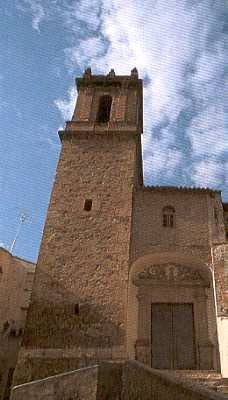
Església de Sant Joaquim i Santa Anna.

El Conjunt històric de Sogorb va ser declarat Bé d'Interés Cultural el 24 de setembre de 2002

### Monuments religiosos
- Catedral. Es va començar a construir en el segle xiii, adossada a la muralla. A causa de la remodelació iniciada l'any 1791, d'estil academicista, de l'estil gòtic només queden algunes restes en la façana oest, voltes de creueria ocultes en algunes capelles, els murs mestres, la torre de Santa Bàrbara, la torre de les campanes i el claustre. És d'una sola nau, sense creuer ni cúpula, amb capelles entre els contraforts. És destacable el claustre gòtic, de planta trapezoïdal, obligat per la irregularitat de la muralla a la qual s'adossa, ja que constituïx un dels exemplars més rars, de gran atractiu en la seua senzillesa. En este temple es va instal·lar en el segle xix el cantant i músic Joaquin Gil, en qualitat de tenor l'eclesiàstic; i anteriorment, en el segle xvii, en fou mestre de capella en Miguel Monjiu i Panzano, una persona molt estimada pel Capítol catedralici.[14]
- Museu catedralici. Es troba instal·lat en el claustre alt, al qual s'accedix per una escala del segle xviii. Destaca per la seua àmplia col·lecció de pintura gòtica valenciana, la millor després del Museu de Belles Arts de València. A més d'algunes obres soltes, cal destacar el conjunt de taules procedent de l'antic retaule major de la catedral, obra monumental que va eixir del taller de Joan Vicent Macip entre 1525 i 1531. També és ressenyable la mostra d'escultures, orfebreria i teixits, en la qual destaca un relleu de la Mare de Déu de la llet en marbre de Carrara atribuït a Donatello.
- Església de Sant Martí.
- Casa de la Misericòrdia. És un antic hospital, transformat actualment en hotel, catalogat com a bé de rellevància local, amb codi identificatiu 12.07.104-017, segons dades de la Direcció General de Patrimoni Artístic de la Generalitat Valenciana.[15]
- Església de Sant Joaquim i Santa Anna.
- Església de Sant Pere.
- Ermita de la Verge de l'Esperança, catalogada com a Bé Immoble de Rellevància Local amb número d'identificació 12.07.104-015. Es troba a uns dos quilòmetres de la vila, al costat de les restes del convent de jerònims, al qual complementava, i del qual actualment no queden més que unes poques restes.
- Església de Santa Maria.
- Seminari. El Seminari Menor Diocesà de la Santíssima Trinitat i Sant Pere és el conjunt arquitectònic més monumental de la ciutat. Correspon a l'antiga casa, col·legi i església dels jesuïtes, que es van establir a Sogorb el 1635 gràcies a la fundació de Pedro Millares. L'any 1771, després de l'expulsió dels jesuïtes, Carles III el va cedir al bisbe Alonso Cano com a seminari. Els edificis són del segle xvii, tant el col·legi com la residència s'estructuren en una doble ala que dona a la zona dels horts, on l'eix està marcat per una gran escalinata coberta per una cúpula. Entre eixes edificacions i la façana principal hi ha un claustre doble i l'església. El conjunt està dominat per la gran cúpula, amb tambor, i l'abundant talla barroca i esgrafiats.

A la part de fora, la frontera s'adapta a la irregularitat del carrer. Tot i la sobrietat, destaca la portada del temple, amb columnes jòniques i retropilastres i un escut al timpà partit i corbat. Un altre element destacable és la portada d'accés principal a l'edifici, adovellada i flanquejada per columnes corínties i un àtic que emmarca un gran balcó i que adopta la curvatura en angle del carrer.
Interiorment, l'edifici s'estructura a banda i banda amb una gran escala amb cúpula sense llanternó i amb una rica decoració a base d'esgrafiats. L'església és de planta de creu llatina, amb galeries sobre les capelles laterals i un creuer dominat per una gran cúpula amb abundant decoració barroca. Elements destacables són la prominent cornisa sobre pilastres corínties que recorre el temple i la rica decoració d'esgrafiats.

### Monuments civils

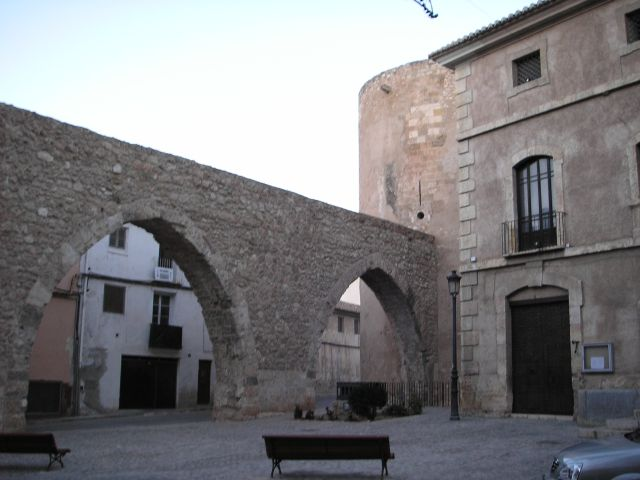
Aqüeducte, torre del Botxí i museu municipal.

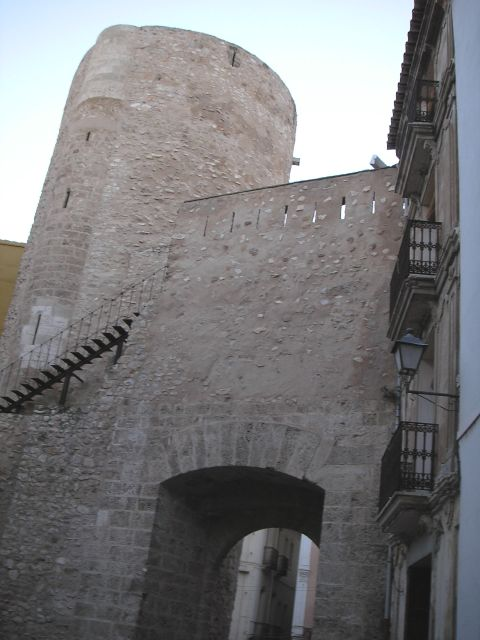
Torre de la presó

- Conjunt de la muralla i l'aqüeducte. Encara es conserva part del llenç de la muralla medieval, anterior al segle xiii, en el tram del final es troben alguns trossos de l'aqüeducte del segle xiv que servia per a abastir d'aigua a la població.
- Arc de la Verònica. Porta d'accés a la ciutat que s'obri en l'antiga muralla. S'anomena així perquè en la part interior conserva una imatge de la Santa Faç (denominada pels sogorbins la cabecica de nuestro señor). De reduïdes proporcions, es compon d'un arc de mig punt amb dovelles extraordinàriament allargades que semblen indicar un origen musulmà.
- Torre del botxí (Sogorb). S'anomena així degut al fet que era la residència del botxí. És de cos cilíndric, amb una altura de 17,30 m. La seua part inferior, fins a l'altura d'uns 8,30 m és massissa construïda en maçoneria de pedres travades amb morter de calç i grava; el cos superior, de maçoneria reforçada amb carreus en els punts on s'obrin les espilleres i les troneres, per la seua banda interna té forma d'hexàgon seccionat i obert cap a l'interior amb volta de creueria recolzada sobre mènsules senzilles. Als costats del polígon s'obrin tres espilleres i la porta d'entrada. L'accés a l'interior de la torre es fa des del camí de ronda de la muralla, per una estreta porta de carreus amb entrada amb forma d'arc escarser que travessa tot el gruix del mur en sentit lleugerament oblic. La seua construcció hagué de realitzar-se entorn del segle xiv, coincidint amb la guerra dels dos Peres.

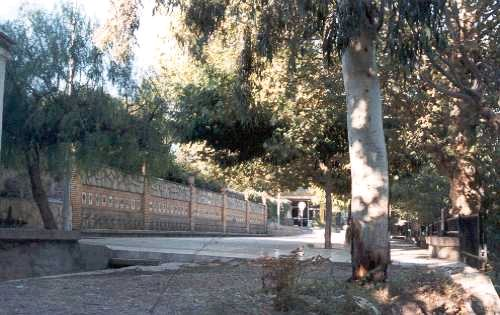
Font de los cincuenta caños

- Torre de la presó. És una torre del segle xiv situada al costat d'una de les antigues portes d'accés a la ciutat, al final del llenç de muralla del carrer de l'Argén i en contacte amb l'aqüeducte, que la travessa en direcció a la plaça de l'Àngel. Exteriorment és de planta cilíndrica amb un cos inferior de major diàmetre i probablement més primitiva que l'anterior, en el qual se situen les cel·les que van ser utilitzades com a presons. El segon cos té un diàmetre de 8,70 m i està dividit interiorment en dues plantes de secció octogonal, amb voltes de creueria d'estil gòtic, espilleres i comunicació fins a la terrassa per una escala de caragol encastada en el mur. L'altura total és de 21,30 m.

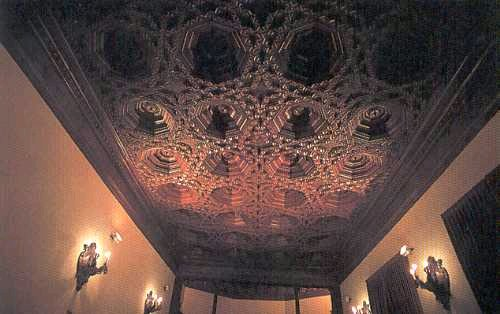
Sostre artesanat d'estil mudèjar de l'Ajuntament de Sogorb

- Ajuntament o Antic palau Ducal. Va ser construït en la primera meitat del segle xvi, per Alfons d'Aragó i Sicília, segon duc de Sogorb i fill de l'Infant Fortuna. En el seu interior es troben tres portades de marbre i jaspi, procedents de la Cartoixa de Vall de Crist de la veïna localitat d'Altura.

El saló de sessions es troba adornant per un magnífic enteixinat del segle xiv, d'estil mudèjar, amb cassetons octogonals i estreles de quatre puntes. Un altre enteixinat es troba en un dels salons del Circulo Segorbino, en la planta baixa; és de cassetons quadrats de tipus italià i estreles en punta de diamant que, al costat de l'anterior, es compta entre els més importants de la Comunitat Valenciana. Són també dignes de destacar diverses portes amb traçats mudèjars. L'ajuntament el va adquirir l'any 1864 per a utilitzar-lo com a seu.
- Castell de l'Estrella. L'antic alcàsser medieval va ser destruït per a la construcció de l'hospital a la fi del segle xviii. Les torres i murs que hui dia es poden vore corresponen a la fortificació portada a terme entre 1875 i 1876, amb motiu de la segona guerra Carlista. Però les excavacions arqueològiques que han tret a la llum construccions anteriors.
- Font de los cincuenta caños. Situada a un quilòmetre del nucli urbà en un paratge pròxima al riu, destaca per tindre una aixeta amb l'escut de cada província espanyola.
- Museu municipal. Es va construir l'any 1792, amb fons municipals i per ordre del rei Carles IV, segons diu la inscripció de la façana. En l'actualitat alberga el museu municipal d'arqueologia i etnologia.

## Llocs d'interés
- Paratge Natural Municipal de La Esperanza

## Gastronomia
Sogorb es caracteritza per tindre una gastronomia de transició entre la valenciana i l'aragonesa. És una cuina senzilla basada en la qualitat de les matèries primeres. L'oli de la serra d'Espadà, obtingut a partir de la varietat serrana, autòctona de la comarca, té justa fama des d'època medieval, i es caracteritza per tindre un sabor suau i afruitat, a més de comptar amb un grau d'acidesa molt baix. Està en tràmits d'obtindre la denominació d'origen.
També són coneguts els productes del porc, entre els quals destaquen els embotits i el pernil. Els plats més típics a més de la paella són l'arròs al forn, l'empedrao i, sobretot, l'olla sogorbina. Quant a les postres, a més de totes les fruites que es conreen en les hortes del municipi, són destacables els pastissos de moniato o de cabell d'àngel, rosigones i coques cristines.

## Festes

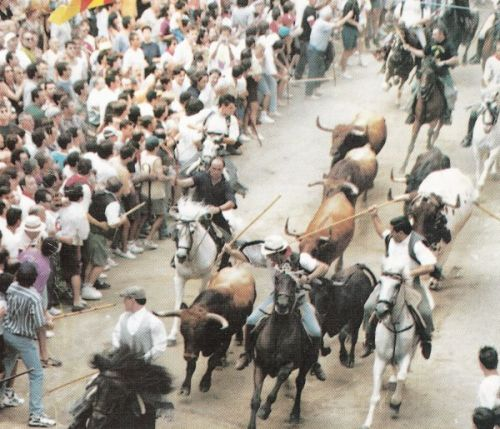
Entrada de bous i cavalls de Sogorb

Entre els nombrosos actes festius de les festes patronals, celebrades entre l'última setmana d'agost i la primera quinzena de setembre en honor de la verge en la seua triple advocació: de l'Esperança, el Loreto i la Cova Santa, destaca l'Entrada de bous i cavalls declarada festa d'Interés Turístic Internacional.

## Persones il·lustres
- Francesc Vicent, autor del primer tractat d'escacs del món.
- José Gimeno Agius, Advocat, economiste i polític.
- Vicent Peris, capità general de l'exèrcit agermanat.
- José Camarón Bonanat, pintor il·lustrat del segle xviii.
- José Juan Camarón y Meliá, pintor actiu els segles xviii i xix, fill de José Camarón Bonanat.
- Carlos Pau Español, botànic de finals del segle xix i principis del xx.
- Julio Cervera Baviera, pioner de la radiotelefonia (actualment se l'ha reconegut com a possible inventor de la ràdio).
- Vicenç Pina (finals segle xviii-1849) organista i compositor de música religiosa.